# Fallicambarus gordoni
Fallicambarus gordoni är en kräftdjursart som beskrevs av Fitzpatrick 1987. Fallicambarus gordoni ingår i släktet Fallicambarus och familjen Cambaridae. IUCN kategoriserar arten globalt som nära hotad. Inga underarter finns listade i Catalogue of Life.